# Al-Shabab (Kuwait)
al-Shabab (arabisch نادي الشباب الرياضي, DMG Nādī š-Šabāb ar-riyāḍī) ist ein kuwaitischer Fußballklub im Gouvernement al-Ahmadi. Ab der Saison 2024/25 spielt die Mannschaft wieder in der zweitklassigen Kuwaiti Division One.

## Geschichte

### Gründung bis 1970er Jahre
Der Klub wurde am 15. Dezember 1963 unter der Nummer 20 gegründet. Ab der Saison 1964/65 nahm die Mannschaft am Spielbetrieb der ersten Liga teil. Nach zwei letzten Plätzen in Folge ging es dann aber runter in die zur Saison 1965/66 eingeführte zweite Liga. Die folgenden Jahre verbrachte der Klub nun erst einmal unterklassig, am Ende der Spielzeit 1974/75 gelang jedoch der Meistertitel und damit die Rückkehr in die erste Liga. Hier platzierte sich die Mannschaft erst einmal stets in der unteren Tabellenregion. Nach der Saison 1977/78 war sogar ein Relegationsspiel nötig, welches jedoch gegen Sulaibikhat mit 3:2 gewonnen werden konnte. Nach der Saison 1978/79 belegte der Klub mit 5 Punkten ebenfalls nur den letzten Platz. Da zur Folgesaison aber beide Ligen zusammengeführt wurden, musste die Mannschaft auch nicht absteigen.

### Jahre in der sportlichen Bedeutungslosigkeit
Die Spielzeit 1984/85 beendete der Klub schließlich mit 30 Punkten auf dem zehnten Platz. Zur nächsten Saison wurde die Liga wieder geteilt und A-Shabab ging zurück in das Unterhaus. Aufgrund des zweiten Golfkrieges gab es in der Saison 1991/92 nur einen in zwei Gruppen aufgeteilten Spielbetrieb. al-Shabab befand sich in Gruppe B und belegte nach zwölf Spielen mit 16 Punkten den dritten Platz. Zur Saison 1992/93 wurde die zweite Liga dann wieder eingeführt, in welcher auch der Klub wieder vertreten war. Die Spielzeit 1994/95 wurde ein weiteres mal mit allen Mannschaften gespielt. Abgeschlagen landete der Klub hier jedoch mit nur sechs Punkten auf dem 14. und damit letzten Platz. Ähnlich schlecht schnitt die Mannschaft auch in den folgenden Jahren weiter ab. Zur Saison 2001 wurde die erste Liga verkleinert und al-Shabab ging ein weiteres mal runter in die zweite Liga.

### Heutige Zeit
Die Zeit hier dauerte jedoch nur kurz an, bereits nach der Saison 2001/02 konnte die Mannschaft nach einer sehr kurzen Runde wieder aufsteigen. Da die Ligen kurz darauf wieder zusammengefasst wurden, gab es für den Klub auch erst einmal keine Abstiegsgefahr. Zur Saison 2006/07 wurde wieder eine zweite Liga eingeführt, in welcher die Mannschaft auch vertreten war. In der Saison 2007/08 gelang aber der Wiederaufstieg, womit die Abstinenz des Klubs nur von kurzer Zeit war. Dort konnte sich die Mannschaft aber nicht halten, womit es mit 13 Punkten auf dem letzten Platz direkt wieder runter in die zweite Liga ging. Es sollte jedoch nicht wieder viele Jahre dauern, bis aus eigenen Stücke wieder ein Aufstieg gelingen sollte. Am Ende der Spielzeit 2010/11 durfte die Mannschaft als Meister mit 37 Punkten direkt wieder in das Oberhaus aufsteigen. Ein weiteres mal war direkt nach einer Saison wieder Schluss und es ging mit nur 14 Punkten zurück in das Unterhaus. Nachdem die beiden Ligen ab 2013 wieder zusammengelegt wurden, erreichte die Mannschaft nach der Saison 2017/18 mit 34 wieder die Meisterschaft und kehrte somit sofort in die erste Liga zurück. Dort spielt der Klub bis heute.

## Erfolge
- Meister der Kuwaiti Division One: 6
  - 1974/75, 2001/02, 2007/08, 2010/11, 2017/18, 2022/23

## Bekannte Fußballspieler
- Issa Ba (* 1981)